# Armats i perillosos
Armats i perillosos (títol original: Armed and Dangerous) és una pel·lícula estatunidenca dirigida per Mark L. Lester i estrenada el 1986 i doblada al català

## Argument
Dooley, un policia, i Kane, un advocat que ha dimitit de les seves funcions són contractats en una empresa de seguretat on es fan socis. Aviat, Dooley sospita que les sumes que estan obligats a passar al sindicat són utilitzades per fins dubtosos...

## Repartiment
- John Candy: Frank Dooley
- Eugene Levy: Norman Kane
- Robert Loggia: Michael Carlino
- Kenneth Mcmillan: Capità Clarence O'Connell
- Meg Ryan: Maggie Cavanaugh
- Brion James: Anthony Lazarus
- Jonathan Banks: Clyde Klepper
- Don Stroud: Sergent Rizzo
- Larry Hankin: Kokolovitch
- Steve Railsback: El vaquer
- Robert Burgos: Mel Nedler
- Tom Lister, Jr.: Bruno
- James Tolkan: Lou Brackman
- Tony Burton: Cappy
- Bruce Kirby: Capità de policia